# Супербоул XXII
Супербоул XXII (англ. Super Bowl XXII) — двадцать вторая игра Супербоула. Матч Американской (АФК) и Национальной (НФК), футбольных конференций. Матч прошел 31 января 1988 года. В матче встретились Денвер «Бронкос» от АФК и Вашингтон «Редскинз» от НФК. Вашингтон победил со счётом 42:10, выиграв свой второй Супербоул (после XVII).

## Трансляция
В США игру транслировал ABC. Радио CBS также оповещало игру. Матч транслировался некоторыми другими штатами.

## Ход матча
ПЕРВАЯ ПОЛОВИНА
Матч начался с 56-ярдового тачдаун Денвера. Через три минуты Денвер забил филд гол. Больше в первой четверти команды не набирали очки.
Через минуту после начала второй четверти, Вашингтон оформляет 80-ярдовый тачдаун. Через три минуты Редскинс заносит тачдаун, делая счет в матче 14:10 в пользу Вашингтона. В середине четверти Вашингтон сделал два тачдауна (на 58 и 50 ярдов). За минуту до перерыва Редскинс оформили ещё один тачдаун. К перерыву счёт стал 35:10 в пользу Вашингтона. Всего Вашингтон во второй четверти набрал 35 очков и совершил 6 тачдаунов.
ВТОРАЯ ПОЛОВИНА
После невероятной второй четверти, команды, во второй половине, набрали только семь очков. В третьей четверти очков никто не набрал. В начале четвёртой четверти Редскинс сделали свой шестой тачдаун. Матч окончится со счётом 42:10 в пользу Вашингтона.
Супербоул XXII: Вашингтон Редскинс 42, Денвер Бронкос 10
|                | 1  | 2  | 3 | 4 | Финал |
| -------------- | -- | -- | - | - | ----- |
| Редскинс (НФК) | 0  | 35 | 0 | 7 | 42    |
| Бронкос (АФК)  | 10 | 0  | 0 | 0 | 10    |

на стадионе Jack Merphy, Сан-Диего, Калифорния
- Дата : 31 января 1988 г.
- Время игры : 3:20 вечера по тихоокеанскому времени
- Погода в игре : 16 ° C (61℉), облачно

WAS-Вашингтон, DEN-Денвер, ЭП-Экстрапоинт
■ Первая четверть:
- 13:03-DEN-56-ярдовый тачдаун+ЭП, Денвер повел 7:0
- 9:09-DEN-24-ярдовый филд гол, Денвер ведет 10:0

■ Вторая четверть:
- 14:07-WAS-80-ярдовый тачдаун+ЭП, Денвер ведет 10:7
- 10:15-WAS-27-ярдовый тачдаун+ЭП, Вашингтон ведет 14:10
- 6:27-WAS-58-ярдовый тачдаун+ЭП, Вашингтон ведет 21:10
- 3:24-WAS-50-ярдовый тачдаун+ЭП, Вашингтон ведет 28:10
- 1:04-WAS-8-ярдовый тачдаун+ЭП, Вашингтон ведет 35:10

■ Третья четверть:
■ Четвёртая четверть:
- 13:09-WAS-4-ярдовый тачдаун+ЭП, Вашингтон ведет 42:10